# Религиозное обращение
Религио́зное обраще́ние или религио́зная конве́рсия (англ. Religious conversion) — отождествление себя с какой-либо религией либо в результате перехода из иной веры, либо в результате сознательного решения. Подразумевает безоговорочное принятие системы ценностей и постулатов данной религии, а также вхождение в общину последователей данной религии. Возможно обращение не только из одной религии в другую, но и из одной конфессии (секты, течения) в другую конфессию той же религии, а также сознательное обращение из числа номинальных последователей данной религии (по рождению, национально-культурной идентификации). В случае с такими конфессиями, как мормоны или друзы, ситуация является спорной, так как они себя рассматривают как течения уже существующих религий (христианства и ислама соответственно), однако большинство конфессий данных религий их за своих не считает, поэтому мормонам при переходе в какую-либо другую христианскую конфессию в большинстве случаев нужно принять крещение, а не только миропомазание.
Ряд религий (религиозных течений) — таких как друзы, езиды, мандеи — не допускает обращения в свою веру. Индуизм формально допускает обращение, однако на практике такие случаи редки, поскольку возникает проблема отнесения себя к какой-либо из каст, а принадлежность к касте является наследуемой.
Буддизм допускает ограниченное совмещение с религиозной практикой ряда иных религий.
В традиционных религиях (например, Китая) отсутствуют формальные критерии принадлежности, а следовательно, и обращения: сам факт знания и исполнения человеком обрядов религии делает его членом религиозной общины.
Прозелитизм — акт убеждения принять ту или иную веру.
Отступничество — слово с негативной окраской, используется для обозначения людей, отказавшихся от своей религии с целью перехода в новую религию или отказа от религии в становлении атеистом или агностиком.

## Обращение вхристианство
Процесс обращения в христианство имеет свои особенности в различных конфессиях. Большинство протестантов верят в обращение «по вере», которое помогает достичь спасения. Согласно такому пониманию, человек исповедует веру в Иисуса Христа как Спасителя. Хотя человек может принять такое решение путём личных размышлений, обычно обращение подразумевает акт крещения (ритуального погружения в воду) и присоединение к церковной общине. Согласно этой традиции, считается, что человек становится христианином, если он публично засвидетельствует веру в смерть, погребение и воскресение Иисуса Христа для избавления человечества от грехов, а следовательно, считает Иисуса Христа своим личным спасителем.
В истории неоднократно были засвидетельствованы прецеденты, когда новообращённые в христианство долгое время испытывали ограничения в присоединении к местным христианским общинам: характерными примерами были мориски (крещёные мусульмане в Испании и их потомки), марраны (крещёные евреи в Испании и их потомки), выкресты в Российской империи. В нацистской Германии крещение еврея не признавалось; еврейство определялось не по религии, а по происхождению.
Различные христианские конфессии, как правило, взаимно признают обращение человека в христианство, даже если оно было совершено в иной конфессии; для перехода в иную конфессию крещение не требуется, необходимо или миропомазание или исповедь. Однако ни одна из основных конфессий христианства не признаёт христианами мормонов и свидетелей Иеговы, поэтому последние при переходе в другую конфессию христианства обязаны принять крещение.

## Обращение вислам
Существуют Пять столпов ислама, однако самым основным из этих пяти принципов считается вера в то, что существует лишь один Бог и Творец, достойный поклонения и именуемый Аллах, и что пророк Мухаммед является Его последним посланником. Человек считается обратившимся в ислам с момента, когда он в знак признания этого принципа искренне произнесёт символ веры, именуемый шахада (свидетельство). Среди мусульман распространено убеждение, что всякий является мусульманином по рождению, как произошедший от Адама, однако иногда человек нуждается в дополнительных шагах для «возвращения» в истинную веру. В одном из хадисов говорится: «Каждый ребёнок рождается в своём естестве (то есть в исламе), а родители делают его христианином, иудеем или многобожником».
Как пишет шейх Ахмад Кутти, старший преподаватель в Исламском институте Торонто (Канада), сейчас в исламе считается крайне желательным задокументировать своё обращение в ислам сертификатом, выданным «заслуживающим доверия» исламским центром, организацией или мечетью. Такие сертификаты необходимы для заключения брака, паломничества в Мекку и Медину (хаджа), и др.
Обрезание «настоятельно рекомендуется» в суннитской практике. Согласно учению школы шафи (Shafi`i'), обрезание является обязательным для всех мусульман-мужчин. По обычаю, мужчина, принимающий ислам, должен совершить обрезание и побрить голову непосредственно перед произнесением шахады или сразу же после её произнесения. Тем не менее, по поводу обязательности обрезания и бритья головы существуют споры, как и по поводу необходимости отпускания бороды (ряд исламских организаций рассматривает бороду как знак принадлежности к вере, хотя формально Коран не предъявляет такого требования). Исламская традиция поощряет удаление волос на лобке, подмышками, стрижку усов, ношение бороды, подстригание ногтей.
Новый мусульманин обязан ознакомиться с исламской практикой и регулярно совершать молитвы.
Друзы признают принадлежность к своей общине только по рождению и не принимают новообращённых. В то же время многие мусульманские религиозные авторитеты не признают друзов мусульманами.

## Обращение виудаизм
Обращение человека в иудаизм, а также связанный с этим обряд носит название гию́р (ивр. גִּיּוּר).
Кандидат, желающий стать иудеем, обязан принять на себя все 613 заповедей Торы перед судом из трёх судей-иудеев. Если кандидат — мужчина, ему делается обрезание, после выздоровления окунание в микве завершает процедуру. Женщина только окунается в микве. В древнее время кандидат также приносил жертву в Иерусалимский храм, сейчас же это не практикуется ввиду его отсутствия. Если кандидат уже обрезан, производят заменяющий ритуал — извлечение капли крови путём укалывания. Человека, принявшего гиюр, называют гер.

## Обращение вбуддизм
Буддизм — религия активного прозелитизма. Несмотря на это, действующий далай-лама Тенцзин Гьяцо не одобряет обращения без предварительной подготовки. Новые буддисты традиционно «принимают прибежище» (выражают веру в Три Драгоценности — Будду, Дхарму и Сангху перед монахом или лицом аналогичного ранга).
Буддист может уважать и приносить дары мирским божествам и духам, но не должен считать их своим духовным убежищем. Буддисты нередко сочетают свою веру с выполнением обрядов иной религии (в Японии — синтоизм, в Китае — даосизм и конфуцианство, среди гималайских народностей — бон или индуизм (последний не признаёт такого совмещения религий).
Начиная со 2-й половины XX в. буддизм стал исключительно популярен среди представителей низших каст в Индии, поскольку он не предусматривает кастового деления. Индийский политик Амбедкар проводил массовые обращения в буддизм своих сторонников — на одной из церемоний в буддизм перешли сразу около 500 000 человек. В этот же период появляется большое количество буддийских общин в Европе, Северной Америке и Австралии.

## Обращение виндуизм
Ритуал, именуемый «дикша» (dīkshā, «инициация»), сопровождает переход в индуизм из иной религии. Другой ритуал, «шуддхи» (shuddhi, «очищение»), сопровождает переход человека в лоно индуизма из иной религии.
На современные представления об обращении в индуизм повлиял кризис кастовой системы, а также сохранение архаичных представлений об этой религии. В наши дни многие индусы продолжают находиться под влиянием исторических представлений о приемлемости обращения, считая, что индуизм — это качество, которым можно обладать лишь с рождения, в то время как многие другие считают, что всякий, кто следует практике индуизма — индус. Тем не менее, в последние 50 лет в Индии и Индонезии активизировался «возврат в индуизм» выходцев из индуистских по происхождению семей, ранее перешедших в другие религии, и индуистские организации всячески поощряют такой возврат в лоно «родной религии». Многие индусы одобряют такой возврат, но при этом категорически выступают против смены религиозной принадлежности, считая её врождённой.
Индуизм поощряет обращение брачного партнёра в индуизм, если один из супругов является индусом. От новообращённого супруга (супруги) ожидается, что он (она) будет принимать активное участие в индуистских ритуалах и праздниках.
Прозелитизм исторически характерен для индуизма, согласно его распространению в странах Юго-Восточной Азии, с 1 по 5 в. н. э.

## Обращение всикхизм
Сикхизм не поощряет прозелитизм, однако открыт для новообращённых.

## Обращение вджайнизм
Существует противоречие между религиозной доктриной джайнизма, не допускающего обращения в данную религию, и современным индийским законодательством, разрешающим гражданам Индии свободно выбирать вероисповедание.

## Обращение взороастризм
Зороастризм (заратуштризм), первая в мире монотеистическая религия, считается универсальной, независимой от возраста, пола и происхождения. Зороастризм приветствует обращение в свою веру, однако требует хорошего знания зороастрийских текстов и признания их истинными. К моменту принятия Веры человек должен достичь сознательного возраста. Традиционно таким возрастом считается 15 лет для юношей и девушек, выросших в заратуштрийских семьях. Люди, родители которых не были заратуштрийцами, обычно должны достигнуть 21 года. Временным препятствием для принятия веры является состояние глубокого переживания — серьёзной депрессии или тяжёлой жизненной ситуации (смерть близких, недавний развод, потеря социального положения, материального состояния, тяжёлая болезнь и т. д.). Одним из важных условий принятия веры является личное общение с носителем традиции. Окончательное решение о готовности человека принять зороастрийство принимает мобед, проводящий обряд посвящения, что предполагает обязательную личную встречу и беседу. Обряд называется «сэдре пуши», что переводится с персидского как «надевание сэдре (священной рубахи)». Обряд состоит в одевании рубахи, повязывании священного пояса кушти и в чтении молитвы — провозглашения Веры. Поэтому человек, готовящийся к обряду сэдрэ пуши, должен уметь произносить молитву Фраваран на языке культа и знать её значение:
«Я — маздаясниец. Исповедую себя, как маздаясниец, заратуштриец, приношу клятву и делаю выбор. Присягаю Благой мысли мыслью, присягаю Благому слову словом, присягаю Благому делу делом. Исповедую Веру маздаяснийскую, прекращающую распри, самоотверженную, праведную, которая из сущих и будущих вер величайшая, наилучшая и прекраснейшая, исповедую веру Ахуровскую, Заратуштрийскую. К Ахура Мазде все благое причисляю. Это есть исповедание Веры Маздаяснийской».

## Обращение вбахаизм
Хотя бахаизм активно ищет сторонников, миссионерство в этой религии запрещено. Тем не менее, базовые идеи бахаизма предполагают его открытость для притока новых сторонников во всём мире, поскольку бахаизм рассматривает себя как религию без границ, не знающую различий между народами, признающую достижения науки.
Обращение в веру бахаи подразумевает явную веру в общие основания всех религий, веру в единство человечества и активную службу обществу. Священников в бахаизме нет, поэтому от новообращённого требуется проявлять активность во всех сферах жизни общины. Даже новообращённого могут избрать для службы в Местном духовном собрании — ведущем институте веры бахаи на общинном уровне.

## Новые религиозные движения
Церковь саентологии вербует новообращённых, предлагая на улицах заполнить «бесплатные тесты». В противоположность другим религиям, которые требуют совершения обряда обращения или подписания обычного заявления, саентологическая церковь не требует подписания контракта до начала посещения церкви и не использует обряды для посвящения.

## Надрелигиозные движения
В истории существовали движения, которые позиционировали себя как надрелигиозные, то есть для них был важен сам критерий, верит ли человек в Бога, и второстепенным был вопрос, по какому именно обряду. Практически все древние надрелигиозные движения со временем превратились в религии (примером такого современного движения может быть бахаизм).
В современном мире надрелигиозным движением является масонство. Масоном может стать любой человек, исповедующий веру в Бога, принадлежащий к любой религии. Вплоть до начала XX в. масонские общества были, как правило, законспирированы и не афишировали своей деятельности. Начиная с конца XX в. контактные данные масонских лож найти относительно нетрудно любому желающему, однако прозелитизм среди масонов не приветствуется — считается, что человек должен сам дозреть до того, чтобы стать масоном.

## Запрет на обращение
Существуют также религии, которые в принципе не принимают к себе новообращённых — в частности, езиды, друзы, мандеи и алавиты.

## Пережитки прежнего вероисповедания
В истории нередки случаи, когда новообращённые сохраняли некоторые пережитки своего прежнего вероисповедания и пытались адаптировать его к новой религиозной практике. Особый интерес представляет это явление в случае массового обращения в новую веру, поскольку такие пережитки укореняются в новой религии и в перспективе ведут к расколу с теми её сторонниками, которым данная традиция незнакома. Так, раскол в исламе на суннитов и шиитов связан с тем, что последние возникли на территориях с преобладанием персидской традиции. Среди мусульман и христиан Индии, Пакистана, Бангладеш существуют касты, подобные индуистским. Римско-католическая церковь заимствовала многие традиции религиозных церемоний Древнего Рима (вплоть до органа — широко распространённого в храмах и дворцах Рима инструмента), и граница распространения католицизма в Европе в эпоху Реформации примерно совпадала с северной границей Римской империи.

## Перемена религии в международном праве
Всеобщая декларация прав человека определяет религиозное обращение как право человека: «Всякий имеет право на свободу мысли, совести и религии; это право включает свободу менять свою религию или вероисповедание….» (статья 18). Разногласия по поводу толкования данного принципа в современном мире касаются следующих вопросов:
- право на свободную пропаганду своей религии (является ли оно вторжением в частную жизнь и/или нарушением светского характера тех или иных государств?)
- противоречие с запретом ряда религий на обращение в свою веру (друзы, езиды и др.)
- распространяется ли свобода веры также на свободу пропаганды атеизма
- является ли распространение научных знаний, противоречащих положениям ряда традиционных религий, принуждением к изменению веры или отказу от веры
- отношение к странам, в которых распространены наказания за отказ от господствующей религии. Некоторые исламские страны запрещают прозелитизм иных религий и предусматривают суровое наказание как за прозелитизм, так и за отступничество от мусульманской веры[21][22][23][24][25][26][27][28].